# Bertrand Constant
Pour les articles homonymes, voir Constant.
Bertrand Constant est un acteur français. Il est co-auteur et réalisateur de la web-série Garde à vue avec Frédérick Sigrist.

## Filmographie

### Cinéma

#### Longs métrages
- 2007 : Truands de Frédéric Schoendoerffer : Le maître d'hôtel
- 2008 : L'Ennemi public n°1 de Jean-François Richet : Le vendeur de BMW
- 2009 : Rapt de Lucas Belvaux : Capitaine Verne
- 2010 : Djinns d'Hugues Martin et Sandra Martin : L'homme des services internes
- 2011 : La Permission de minuit de Delphine Gleize : Un voisin
- 2012 : Cloclo de Florent Emilio Siri : Jacques Revaux
- 2012 : Alyah d’Elie Wajeman : Claude
- 2012 : Superstar de Xavier Giannoli : Journaliste TV 4
- 2013 : En pays cannibale d’Alexandre Villeret : Mr. 30 cm
- 2014 : Hippocrate de Thomas Liti : Riou
- 2014 : Bird People de Pascale Ferran : Un homme à la réunion
- 2015 : Papa Lumière d'Ada Loueilh : Le fonctionnaire de police
- 2015 : Les Cowboys de Thomas Bidegain : L'homme à l'ambassade
- 2016 : Le Petit Locataire de Nadège Loiseau : Le Commandant
- 2019 : Une question de conscience de Didier Bion : Michel
- 2020 : Des hommes de Lucas Belvaux : Adjudant Millet

#### Courts métrages
- 2004 : Gare à l'amour de Michael Guerraz  : L'homme
- 2006 : La Méthode douce de Michael Guerraz: Le policier névrosé
- 2006 : Au banquet des loups... de Charles Redon : Un policier
- 2010 : Contacts de Michael Guerraz
- 2014 : Sire Gauvain et le Chevalier Vert de Martin Beilby : Le valet
- 2014 : Dans ses baskets de Matthieu Ponchel : Le professeur agacé
- 2016 : Zelda de Paul Morinière : Fazeur
- 2017 : Honeymoon in the West de Laurent Ardoint et Stéphane Duprat : Mike
- 2018 : Le brame du cerf de Sylvain Robineau : Bertrand

### Télévision

#### Séries télévisées
- 2009 - 2012 : Un village français : Delage
- 2010 - 2012 : Profilage : Philippe Maistre
- 2011 - 2012 : Le jour où tout a basculé : Jean-Paul / Claude
- 2012 : Les Revenants : Le maire
- 2012 : Ainsi soient-ils : Alvez
- 2012 : Engrenages : Un policier de la DCRI
- 2015 : Léo Matteï, Brigade des mineurs : Antoine Faubert
- 2016 : Le juge est une femme : Juge Georges Delahousse
- 2016 : Origines : Le patron du club de poker
- 2016 : La loi de... : L'avocat général
- 2017 : Section de recherches : Vincent Pagnol
- 2018 : Maman a tort : Larochelle
- 2019 : Tropiques criminels : François L'Hermier

#### Téléfilms
- 2006 : Vive la bombe !de Jean-Pierre Sinapi : Un brigadier
- 2006 : La Forteresse assiégée de Gérard Mordillat : Adjudant Schmidt
- 2007 : Opération Turquoise d’Alain Tasma : Lieutenant de Vaisseau Favreau
- 2011 : L'Infiltré de Giacomo Battiato : Bertrand
- 2011 : Saïgon, l'été de nos 20 ans de Philippe Venault : Médecin Colonel État-Major
- 2014 : Palace Beach Hotel de Philippe Venault : Lieutenant Fayer
- 2017 : Meurtres dans les Landes de Jean-Marc Thérin : Joseph Duprat
- 2019 : L'enfant que je n'attendais pas de Bruno Garcia : Le psychologue de la prison
- 2021 : Les Mystères de l'école de gendarmerie de Lorenzo Gabriele : Colonel Benoît Bouguet
- 2023 : Nouveaux Meurtres à Saint-Malo de  Lionel Bailliu : Erwan de Kermanlec